# Kathleen Smet
Kathleen Smet, belgijska atletinja, * 19. januar 1970.
Sodelovala je na triatlonu poletnih olimpijskih igrah leta 2000 in leta 2004.